# Мельчук, Игорь Александрович
И́горь Алекса́ндрович Мельчу́к (род. 19 октября 1932, Одесса) — советский и канадский лингвист, создатель лингвистической теории «Смысл ↔ Текст». Профессор Монреальского университета (на пенсии с 2009 года). Член Королевского общества Канады.
Почётный доктор Института языкознания РАН (2020).

## Биография
Бабушка окончила Новороссийский университет. Мама училась в Харьковском политехническом институте, первым директором которого был Александр Юрьевич Мельчук, папа Игоря. Он вступил в партию в начале 1918 года и в 18 лет стал красным командиром, служил кавалеристом в Первой червонно-казачьей дивизии. 
Игорь родился в Одессе, ещё маленького его перевезли в Москву.
Отец был директором «Взрывпрома», организовывал взрывное дело в Магнитогорске и на других больших стройках. В конце 1936 года отец организовал экспедицию и вся семья уехала в Туву на два года, избежав тем самым репрессий. «Всех его сослуживцев по „Взрывпрому“ — почти всех — перебили». Летом 1941 года семью отправили из Москвы в эвакуацию — сначала в Асбест, потом в Свердловск. От голодной смерти в Свердловске спасли родственники из Одессы, дважды в неделю сдававшие кровь за паёк.
"Мама умерла очень молодой, не дожив до 30 лет, от рака. Последний раз я ее видел в начале 1942 года... - вспоминал И. Мельчук. - Нас с сестренкой воспитывала бабушка. Сестра была на семь лет меня младше и умерла, не дожив до 40 лет, от того же рака, что и мама". По возвращении в Москву до десятого класса учился в 276-й школе - бывшей французской гимназии.
Окончил испанское отделение филологического факультета МГУ, ученик А. А. Реформатского. Любовь к лингвистике привила преподавательница Эрнестина Иосифовна Левинтова. С 1954 года сотрудничал с А. А. Ляпуновым в создании первой в СССР системы французско-русского машинного перевода. В 1956 году при содействии академика А. И. Берга поступил на работу в сектор структурной и прикладной лингвистики Института языкознания АН СССР. Защитил кандидатскую диссертацию «Автоматический анализ текстов и некоторые смежные вопросы общей лингвистики» (1962, научный руководитель Вяч. Вс. Иванов).
В 1976 году Мельчук, выступавший в поддержку Андрея Синявского и Юлия Даниэля, Андрея Сахарова и Сергея Ковалёва, был уволен из Института языкознания, после чего принял решение эмигрировать. Переехал в Канаду, в 1977—2008 годах — профессор кафедры лингвистики и перевода Монреальского университета.
Член Парижского (1974), Американского (1979) и Европейского лингвистических обществ (1983), Королевского общества Канады (1994).
В 2012 году издан сборник статей, посвящённый 80-летию учёного.

## Научная деятельность
Свою теорию И. А. Мельчук реализовал в виде формальных описаний больших фрагментов семантики, синтаксиса, словообразования и морфологии типологически различных языков.
Учёному принадлежит новаторская концепция лексикографии, в соответствии с которой в качестве неотъемлемой части модели «Смысл ⇔ Текст» создаются толково-комбинаторные словари.
Совместно с А. В. Гладким заложил основы направления математической лингвистики, состоящего в более формализованном алгебраическом подходе к исследованию языка.
Автор 39 книг и более 400 статей. Пишет на русском, французском и английском языках.

## Труды
- О точных методах исследования языка (в соавт. с О. С. Ахмановой, Е. В. Падучевой и Р. М. Фрумкиной), М.: Изд-во МГУ, 1961. Англ. перевод: Exact methods in linguistic research, 1963, Berkeley, L. A.; чешск. перевод 1965.
- Гладкий А. В., Мельчук И. А. Элементы математической лингвистики. — М.: Наука, 1969. — 192 с. с илл.
- Соавторы : Arbatchewsky-Jumarie, N., Elnitsky, L., Iordanskaja, L. et Lessard, A., Dictionnaire explicatif et combinatoire du français contemporain : Recherches lexico-sémantiques I, Montréal: Presses de l’Université de Montréal, 1984. 172 pp.
- Соавторы : Zholkovsky, A., Explanatory Combinatorial Dictionnary of Modern Russian, Vienna: Wiener Slawistischer Almanach, 1984. 992 pp.
2-е издание: И. А. Мельчук, А. К. Жолковский. Толково-комбинаторный словарь русского языка: Опыты семантико-синтаксического описания русской лексики. — 2-е изд., испр. — М.: Глобал Ком: Языки славянской культуры, 2016. — 544 с. — ISBN 978-5-94457-271-4
- Поверхностный синтаксис русских числовых выражений — La syntaxe de surface d’expressions numériques du russe, Vienne: Wiener Slawistischer Almanach, 1985. 510 pp.
- Соавторы : Pertsov, N.V., Surface Syntax of English. A Formal Model within the Meaning-Text Framework, Amsterdam: Benjamins, 1987. 526 pp.
- Dependency Syntax : Theory and Practice, Albany, N.Y.: SUNY Press, 1988. 428 pp.
- Соавторы : Arbatchewsky-Jumarie, N., Dagenais, L., Elnitsky, L., Iordanskaja, L., Lefebvre, M.-N., et Mantha, S., Dictionnaire explicatif et combinatoire du français contemporain. Recherches lexico-sémantiques II, Montréal: Les Presses de l’Université de Montréal, 1988. 332 pp.
- Co-auteurs : Arbatchewsky-Jumarie, N., Iordanskaja, L. et Mantha, S., Dictionnaire explicatif et combinatoire du français contemporain. Recherches lexico-sémantiques III, Montréal: Les Presses de l’Université de Montréal, 1992, 323 pp.
- Cours de morphologie générale, vol. 1: Introduction + Le mot. Montréal: Les Presses de l’Université de Montréal — Paris: CNRS Éditions, 1993. 412 pp.
- Cours de morphologie générale, vol. 2: Significations morphologiques. Montréal: Les Presses de l’Université de Montréal — Paris: CNRS Éditions, 1994. 458 pp.
- Соавторы : A. Clas, A. Polguère. Introduction à la lexicologie explicative et combinatoire, Bruxelles : Duculot, 1995, 256 pp.
- The Russian Language in the Meaning-Text Perspective. Wiener Slawistischer Almanach/ Škola «Jazyki russkoj kul´tury»: Vienne/Moscou, 1995. 682 pp.
- Cours de morphologie générale, vol. 3 : Moyens morphologiques. Syntactiques morphologiques. Montréal: Les Presses de l’Université de Montréal — Paris: CNRS Éditions, 1996. 326 pp.
- Cours de morphologie générale, vol. 4 : Signes morphologiques. Montréal: Les Presses de l’Université de Montréal — Paris: CNRS Éditions, 1997, 488 pp.
- Vers une linguistique Sens-Texte. Leçon inaugurale. Paris : Collège de France. 1997. 78 pp.
- Курс общей морфологии. Том I. Введение. Часть первая: Слово. Москва: Языки русской культуры — Вена : Wiener Slawistischer Almanach. 1997. 401 сс.
- Курс общей морфологии. Том II. Часть вторая: морфологические значения. Москва: Языки русской культуры — Вена : Wiener Slawistischer Almanach. 1998. 543 сс.
- Соавторы : Arbatchewsky-Jumarie, N., Iordanskaja, L., Mantha, S. et Polguère, A. Dictionnaire explicatif et combinatoire du français contemporain. Recherches lexico-sémantiques IV, Montréal: Les Presses de l’Université de Montréal, 1999. 347 pp.
- Курс общей морфологии. Том III. Часть третья: морфологические средства; Часть четвёртая: морфологические синтактики. Москва: Языки русской культуры — Вена : Wiener Slawistischer Almanach. 2000. 367 сс.
- Cours de morphologie générale, vol. 5 : Modèles morphologiques. Montréal: Les Presses de l’Université de Montréal — Paris: CNRS Éditions, 2000. 492 pp.
- Курс общей морфологии. Том IV. Часть пятая: морфологические знаки. Москва: Языки славянской культуры — Вена: Wiener Slawistischer Almanach, 2001. 580 сс.
- Communicative Organization in Natural Language. The Semantic-Communicative Structure of Sentences. Amsterdam/Philadelphia: Benjamins, 2001. 393 pp.
- Курс общей морфологии. Том V. Часть шестая: морфологические модели. Часть седьмая: Принципы морфологического2 описания. Москва: Языки славянских культур — Вена: Wiener Slawistischer Almanach, 2006. 542 ss.
- Aspects of the Theory of Morphology. Berlin—New York: Mouton de Gruyter, 2006. 615 pp.
- Соавторы : Л. Иорданская, Смысл и сочетаемость в словаре = Le sens et la cooccurrence dans le dictionnaire. Москва: Языки славянских культур, 2007. 665 сс.
- Язык: от смысла к тексту. — М.: Языки славянских культур, 2012. — 176 с.
- An Advanced Introduction to Semantics: A Meaning-Text Approach. — Cambridge University Press, 2020. — xxvi, 424 pp. — ISBN 978-1-108-72304-6, ISBN 978-1-108-48162-5 (В соавт. с Ясминой Миличевич, Jasmina Milićević)